# Laz Bistrički
Laz Bistrički är en ort i Kroatien.   Den ligger i länet Krapina-Zagorjes län, i den nordöstra delen av landet, 19 km nordost om huvudstaden Zagreb. Laz Bistrički ligger 424 meter över havet och antalet invånare är 781.
Terrängen runt Laz Bistrički är kuperad åt sydost, men åt nordväst är den platt. Runt Laz Bistrički är det ganska glesbefolkat, med 24 invånare per kvadratkilometer. Närmaste större samhälle är Zagreb - Centar, 19,5 km sydväst om Laz Bistrički. I omgivningarna runt Laz Bistrički växer i huvudsak lövfällande lövskog.